# Neohagenulus
Neohagenulus is een geslacht van haften (Ephemeroptera) uit de familie Leptophlebiidae.

## Soorten
Het geslacht Neohagenulus omvat de volgende soorten:
- Neohagenulus julio
- Neohagenulus luteolus
- Neohagenulus tinctus